# V-virus
V-virus (titre original : Peeps) est un roman de science-fiction de Scott Westerfeld paru en 2005. Traduit de l'anglais par Guillaume Fournier, il raconte raconte l'histoire de Cal Thompson, porteur sain d'un virus qui transforme les gens en cannibales et les force à détester ce qu'ils aimaient le plus. Il va tenter de retrouver celle qui l'a contaminé en entraînant malgré elle une jeune femme.
Une suite située dans le même univers a été publiée en français en mars 2008 sous le titre A-Apocalypse - Bande-son pour une fin du monde (titre original : The Last Days).

## Résumé
Cal Thompson est le porteur sain d'un virus et il doit traquer ses ex-petites amies qu'il a contaminées sans le savoir. Ce virus, qui pousse les gens à détester ce qu'ils aiment par-dessus tout et les transforme en cannibales, lui a été transmis par une femme qu'il a rencontrée lors de son arrivée à Manhattan. Il tente de la retrouver mais il ne se souvient que de son prénom : Morgane.
Les personnes contaminées sont entourées de rats qui sont eux aussi porteurs du virus: ce sont des "peeps".
Lors de ses investigations il rencontre, Lacey "Lace" une jeune femme qui veut découvrir qui habitait son appartement avant elle. En effet elle a découvert une inscription bizarre sur un de ses murs "si joli que je l'ai mangé", de plus son loyer est beaucoup moins élevé qu'il devrait l'être.
Dans le sous sol de l'immeuble de Lacey, il découvre une colonie de rats avec un chat. Il se rend compte que les rats ne sont pas effrayés lorsqu'il les approche ce qui signifie que leur virus est de la même souche que le sien. Il en déduit que les rats ont été en contact avec Morgan, elle a donc probablement dû vivre dans cet immeuble.
Lacey, en poursuivant l'enquête avec Cal, se fait contaminer par son chat : ce qui est contraire à tout ce qu'il avait appris jusqu'à maintenant (car le v-virus a deux souches). Par la suite Cal comprend que le virus est une sorte de protection pour les hommes contre ce qui se cache sous terre (des vers souterrains pouvant être les anciens savoirs d'avant la peste noire).

## Le vampire dansV-virus
Dans le livre, le vampire est assez différent de Dracula ou des autres types de vampires, on l'appelle « peeps », c'est un monstre enragé porteur d'un parasite qui se transmet de personne à personne par morsure,  l'ouïe du « peeps » devient alors très développée, son odorat très fin et sa vision nocturne est très évoluée. Se nourrissant de rats ou de pigeons, il vit reclus et ne supporte pas la lumière du soleil c'est pour cela que le « peeps » vit dans des égout ou dans de vieilles maisons abandonnées.
Pour essayer de vaincre un vampire il faut lui montrer un objet ou une photo qu'il adorait lorsqu'il était une personne normale, par exemple : un homme religieux devient un « peeps », pour le faire fuir il suffit de lui montrer un crucifix ou une personne qui adorait le chocolat a besoin qu'on lui montre par exemple une tablette pour qu'elle s'enfuie, ensuite, il suffit juste de lui enfoncer une seringue de tranquillisant dans le bras. Quand le peeps est bloqué entre plusieurs anciennes choses adorées, il peut être soigné dans le Montana car la garde de la nuit a un remède a base d'ail de mandragore.